# 아리송
아리송(R2 Song)은 가수 황보의 EP 음반이다. 독특한 가사로 구성되어 있는 점이 특징이다.

## 특징
- 타이틀 곡 아리송은 가수 이은하의 곡 아리송해를 샘플링해 일렉트로니카 형식으로 만든 곡이다.

## 수록곡
- 수록곡은 아리송뿐이나, 4가지 버전으로 수록되어 있다.

1. 아리송(원곡)
2. 아리송(포스티노 오리엔탈 믹스)
3. 아리송(포스티노 더브 믹스)
4. 아리송(포스티노 라디오 에디트)